# Opisthorchiida
Ordre
Opisthorchiida est un ordre de vers trématodes. Les larves cercaires de ses membres possèdent des tubes excréteurs qui s'ouvrent au niveau de la queue. Ces vers ne possèdent jamais de stylet buccal.

## Liste des sous-ordres et super-familles
Selon NCBI (1er mars 2011) :
- sous-ordre Acanthocolpiata
  - super-famille Acanthocolpioidea
- sous-ordre Opisthorchiata

Selon ITIS (1er mars 2011) :
- sous-ordre Acanthocolpiata Nahhas & Cable, 1964
- sous-ordre Opisthorchiata